# Trachelyopterichthys taeniatus
Trachelyopterichthys taeniatus är en fiskart som först beskrevs av Kner, 1858.  Trachelyopterichthys taeniatus ingår i släktet Trachelyopterichthys och familjen Auchenipteridae. Inga underarter finns listade i Catalogue of Life.